# Vigna lasiocarpa
Vigna lasiocarpa är en ärtväxtart som först beskrevs av George Bentham, och fick sitt nu gällande namn av Bernard Verdcourt. Vigna lasiocarpa ingår i släktet vignabönor, och familjen ärtväxter. Inga underarter finns listade i Catalogue of Life.